# Joshua Edwards (boxeador)
Joshua Edwards es un deportista estadounidenses que compite en boxeo.
En los Juegos Panamericanos de 2023 consiguió una medalla de oro en la categoría de +92 kg. Además, en 2021 ganó el Campeonato Nacional Élite de los EE. UU. en el peso superpesado.

## Palmarés internacional
| Juegos Panamericanos | Juegos Panamericanos | Juegos Panamericanos | Juegos Panamericanos |
| Año                  | Lugar                | Medalla              | Categoría            |
| -------------------- | -------------------- | -------------------- | -------------------- |
| 2023                 | Santiago (Chile)     | Medalla de oro       | +92 kg               |